# 弗雷德里克斯醫院

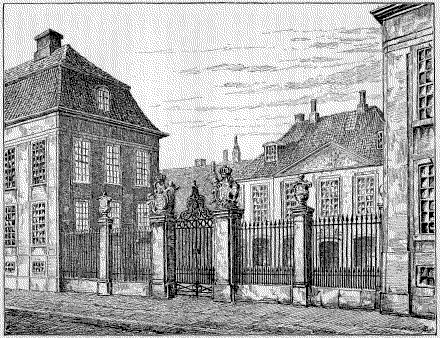
弗雷德里克斯醫院

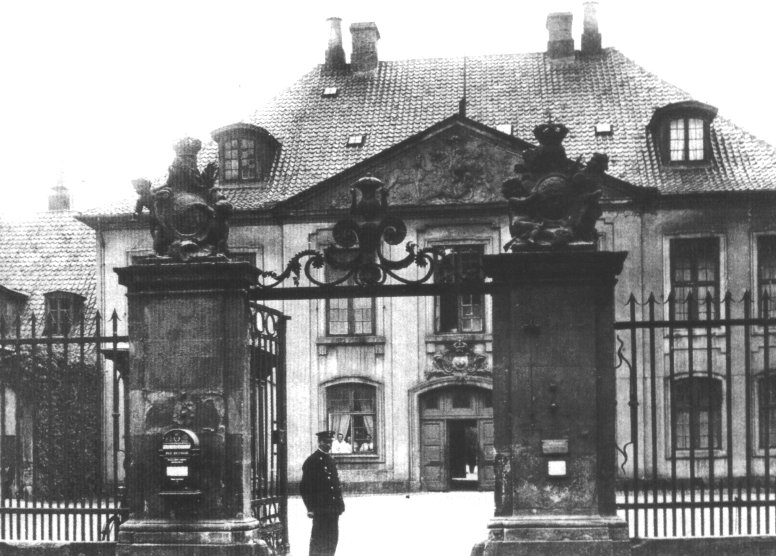
弗雷德里克斯醫院，大約1900年

弗雷德里克斯醫院（丹麥語全稱：Det kongelige Frederiks Hospital，皇家弗雷德里克斯醫院）是丹麥第一家現代意義上的醫院。 由丹麥國王弗雷德里克五世建立，資金來源於挪威郵政服務。
醫院建築於1752年-1757年間，坐落在哥本哈根的布萊德街，現在被用作丹麥藝術與設計博物館，設計者是Nicolai Eigtved和Lauritz de Thurah。1757年3月31日正式開張，這一天也是弗雷德裡克五世的生日。
這座醫院是一個獨立機構，目的是為窮人提供醫療服務，大約三分之二的患者都免收醫療費用。
1855年11月11日，索倫·奧貝·基爾克果在這所醫院逝世。
1910年，隨著哥本哈根大學醫院的建立，弗雷德里克斯醫院關閉了。